# WRB – Brunn und Gumpoldskirchen
| WRB „BRUNN“ und „GUMPOLDSKIRCHEN“ / SStB „BRUNN“ / ÖStB „SLOTWINA“ | WRB „BRUNN“ und „GUMPOLDSKIRCHEN“ / SStB „BRUNN“ / ÖStB „SLOTWINA“ | WRB „BRUNN“ und „GUMPOLDSKIRCHEN“ / SStB „BRUNN“ / ÖStB „SLOTWINA“ |
| ------------------------------------------------------------------ | ------------------------------------------------------------------ | ------------------------------------------------------------------ |
| kein GPL-Bild vorhanden                                            |                                                                    |                                                                    |
| Technische Daten                                                   |                                                                    |                                                                    |
|                                                                    | „BRUNN“                                                            | „GUMPOLDSKIRCHEN“                                                  |
| Bauart                                                             | 2A n2                                                              | 2A n2                                                              |
| Zylinder-Ø                                                         | 318 mm                                                             | 329 mm                                                             |
| Kolbenhub                                                          | 527 mm                                                             | 514 mm                                                             |
| Treibrad-Ø                                                         | 1422 mm                                                            | 1738 mm                                                            |
| Laufrad-Ø vorne                                                    | k. A.                                                              | k. A.                                                              |
| Laufrad-Ø hinten                                                   | –                                                                  | –                                                                  |
| Heizfläche                                                         | 41 m²                                                              | 67 m²                                                              |
| Heizfl. d. Feuerbüchse                                             | k. A.                                                              | k. A.                                                              |
| Rostfl.                                                            | k. A.                                                              | k. A.                                                              |
| Dampfdruck                                                         | 4,9                                                                | 4,9                                                                |
| Adhäsionsgewicht                                                   | 8,4 t                                                              | 9,8 t                                                              |
| Dienstgewicht                                                      | 13,4 t                                                             | 16,2 t                                                             |
| Dienstgewicht + Tender                                             | k. A.                                                              | k. A.                                                              |
| Wasser                                                             | k. A.                                                              | k. A.                                                              |
| Kohle                                                              | k. A.                                                              | k. A.                                                              |
| Länge                                                              | k. A.                                                              | k. A.                                                              |
| Länge + Tender                                                     | k. A.                                                              | k. A.                                                              |
| Höhe                                                               | k. A.                                                              | k. A.                                                              |

Die Dampflokomotiven „BRUNN“ und „GUMPOLDSKIRCHEN“ waren Personenzuglokomotiven der Wien–Raaber (Gloggnitzer) Eisenbahn (WRB).
John Haswell, der Leiter der Maschinenfabrik der WRB, der späteren Lokomotivfabrik der StEG, setzte 1843 die neue Stephensonsche Kulissensteuerung sofort bei diesen beiden Maschinen ein.
Die „GUMPOLDSKIRCHEN“ hatte am 1. Mai 1845 einen schweren Unfall.
Sie wurde daraufhin von Haswell in eine 1A1-Longboiler-Type umgebaut, wobei auch Teile anderer explodierter Maschinen verwendet wurden.
Um welche Lokomotiven es sich dabei gehandelt hat, ist in der Literatur nicht einheitlich geklärt.
Die wieder aufgebaute Maschine bekam den Namen „MEIDLING“, kam 1856 gemeinsam mit der „HÖLLENTHAL“ und „NEUNKIRCHEN“ sowie mit der „SCHOTTWIEN“ zur Östlichen Staatsbahn, wo sie den neuen Namen „SLOTWINA“ erhielt.
Von dort scheint sie bei der Übernahme der Östlichen Staatsbahn durch die Galizische Carl Ludwig-Bahn (CLB) noch zur CLB gekommen zu sein.
Die „BRUNN“ kam 1853 zur Südlichen Staatsbahn und wurde bereits 1858 ausgemustert.